# Biostampa tridimensionale

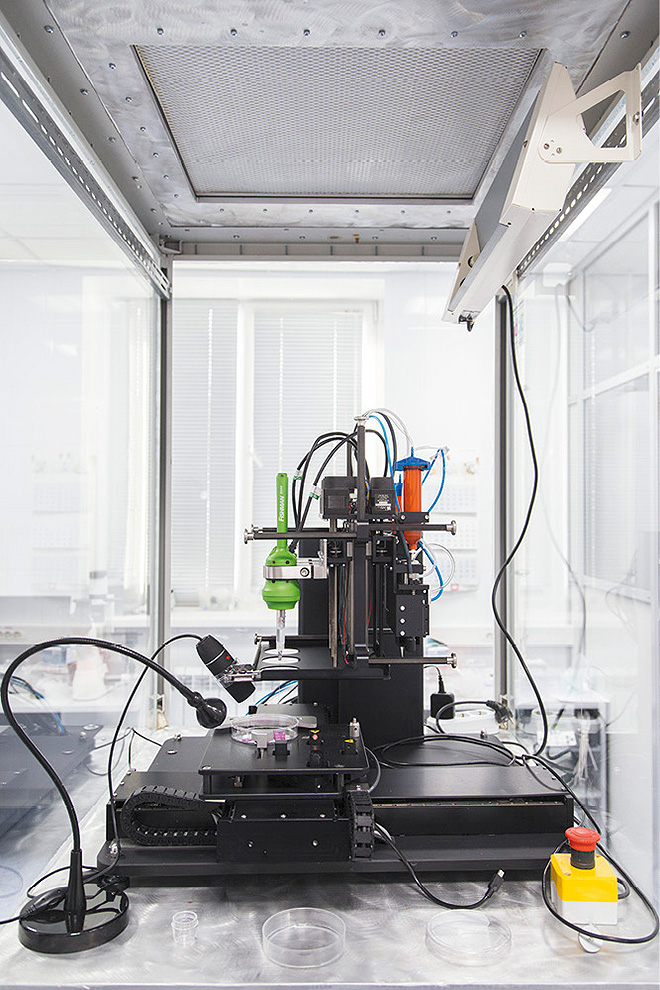
Una biostampante 3D

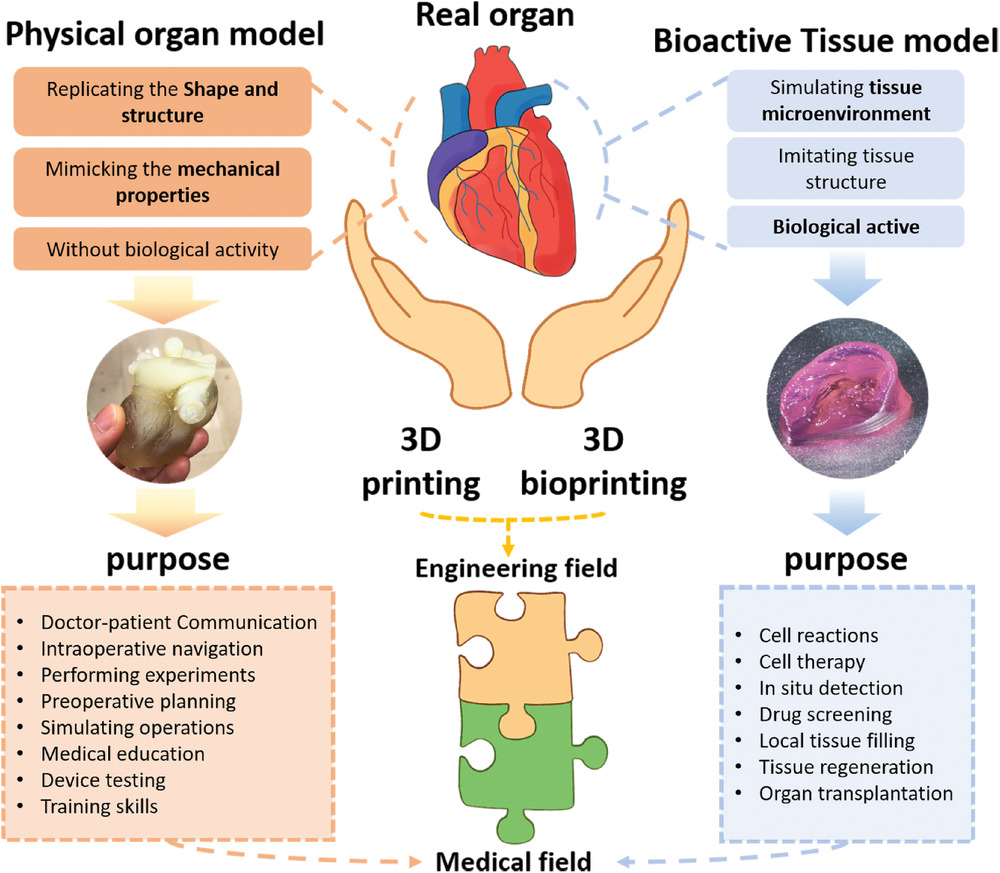
Diversi modelli di stampa 3D di tessuti e organi.

La biostampa in tre dimensioni (in inglese: 3D bioprinting) è una tecnologia che permette, tramite una stampante in 3d, di produrre tessuti e organi. La biostampa in 3D deposita un biomateriale, detto biolink, strato su strato per creare strutture tissutali che possono essere usati in campo medico. Allo stato attuale la biostampa si limita a creare tessuti e mini organi per facilitare la ricerca farmacologica. Questa tecnologia comprende la stampa di matrici extracellulari e di cellule viventi. Inoltre il bioprinting è in grado di generare impalcature che possono essere usate per rigenerare giunture e legamenti.

## Processo
La biostampa segue sostanzialmente tre passaggi: pre-bioprinting, bioprinting e post-bioprinting.
Il pre-bioprinting consiste nella creazione di un modello che successivamente la stampante creerà. Un primo passaggio comprende la biopsia dell'organo. Le tecnologie usate per il bioprinting sono la tomografia computerizzata e la risonanza magnetica. Viene poi fatta una ricostruzione tomografica e le immagini ottenute vengono inviate alla stampante. Una volta creata l'immagine, alcune cellule vengono isolate e poi moltiplicate. Queste cellule vengono mescolate con uno speciale materiale che fornisce ossigeno ed altri nutrienti per tenerle vive. In alcuni processi le cellule vengono incapsulate in sfere di 500 µm di diametro. L'aggregazione di cellule non richiede un'impalcatura e si inseriscono nel tessuto tubulare.
Il secondo passo prevede che il bioink, cioè un misto di cellule, matrici e nutrienti, venga piazzato nella cartuccia e poi depositato.
La terza fase, il post-bioprinting, è necessaria per stabilizzare la struttura, altrimenti il risultato finale è a rischio. Dunque il tessuto stampato deve ricevere stimoli chimici e meccanici.

## Approcci
Attualmente i ricercatori stanno studiando tre diversi metodi per ottenere organi dal bioprinting, con la biomimetica, con l'assemblamento delle cellule e con l'uso di mini-tessuti.
La biomimetica ha come scopo di creare tessuti e organi artificiali che sono identici a quelle naturali. La biomimetica richiede la duplicazione della forma, della struttura e dell'ambiente dell'organo o del tessuti. L'applicazione della biomimetica nel bioprintng comporta la creazione di identiche parti cellulari ed extracellulari dell'organo. Il tessuto deve essere replicato in scala, poi bisogna comprendere il microambiente, l'organizzazione cellulare e la matrice extracellulare.
L'auto-assemblamento si ricollega al processo di sviluppo degli organi in stato embrionale. Quando le cellule sono al loro primo sviluppo, creano autonomamente la loro impalcatura extracellulare.
Il terzo approccio consiste in una combinazione dei due precedenti. In questo caso i tessuti e gli organi sono costruiti partendo da componenti in miniatura.

## Stampanti
Simili alle normali stampanti a inchiostro, le biostampanti hanno tre componenti principali: l'hardware utilizzato, il tipo di bioinchiostro e il materiale su cui viene stampato (biomateriali).
I bioinchiostri sono componenti essenziali del processo di bioprinting. Sono composti da cellule viventi e integratori enzimatici per nutrire un ambiente che supporta le esigenze biologiche del tessuto stampato. L'ambiente creato dal bioinchiostro consente alla cellula di attaccarsi, crescere e differenziarsi nella sua forma adulta.
| Metodo di biostampa  | Modalità di stampa   | Vantaggi                                                                                |
| -------------------- | -------------------- | --------------------------------------------------------------------------------------- |
| Stampa diretta       | Basata su estrusione | Esecuzione semplice, nessun getto d'inchiostro                                          |
| Estrusione coassiale | Basata su estrusione | Formazione in un unico passaggio di costrutti multistrato                               |
| Indiretto            | Basata su estrusione | Richiede un "materiale sacrificale" rimovibile per supportare la formazione strutturale |
| Laser                | Basata su laser      | Nessuna sollecitazione di taglio sulle cellule sospese nell'inchiostro                  |
| Droplet              | Basata su goccioline | Controllo preciso del flusso e della formazione dell'impalcatura                        |

## Applicazioni
Ingegneria tissutale 
La biostampa 3D può essere utilizzata per ricostruire tessuti da varie regioni del corpo. Il precursore dell'adozione della stampa 3D nell'assistenza sanitaria è stata una serie di sperimentazioni condotte dai ricercatori del Boston Children's Hospital. Il team ha costruito manualmente vesciche urinarie sostitutive per 7 pazienti, realizzando scaffolds (strutture artificiali in grado di supportare la formazione di tessuti tridimensionali) con cellule dei pazienti e consentendo loro di crescere. Le sperimentazioni hanno avuto successo poiché i pazienti sono rimasti in buona salute per 7 anni dopo l'impianto, il che ha portato un ricercatore di nome Anthony Atala, a cercare modi per automatizzare il processo. I pazienti con malattia della vescica allo stadio terminale possono ora essere curati utilizzando tessuti della vescica stessa bioingegnerizzati per ricostruire l'organo danneggiato. Questa tecnologia può anche essere potenzialmente applicata a ossa, pelle, cartilagine e tessuto muscolare. Sebbene un obiettivo a lungo termine della tecnologia della biostampa 3D sia quello di ricostruire un intero organo e ridurre al minimo il problema della mancanza di organi per il trapianto. C'è stato poco successo nella biostampa di organi completamente funzionali, ad esempio fegato, pelle, menisco o pancreas.
La biostampa 3D contribuisce a significativi progressi nel campo medico dell'ingegneria tissutale consentendo di effettuare ricerche su materiali innovativi chiamati biomateriali.
 Carne coltivata 

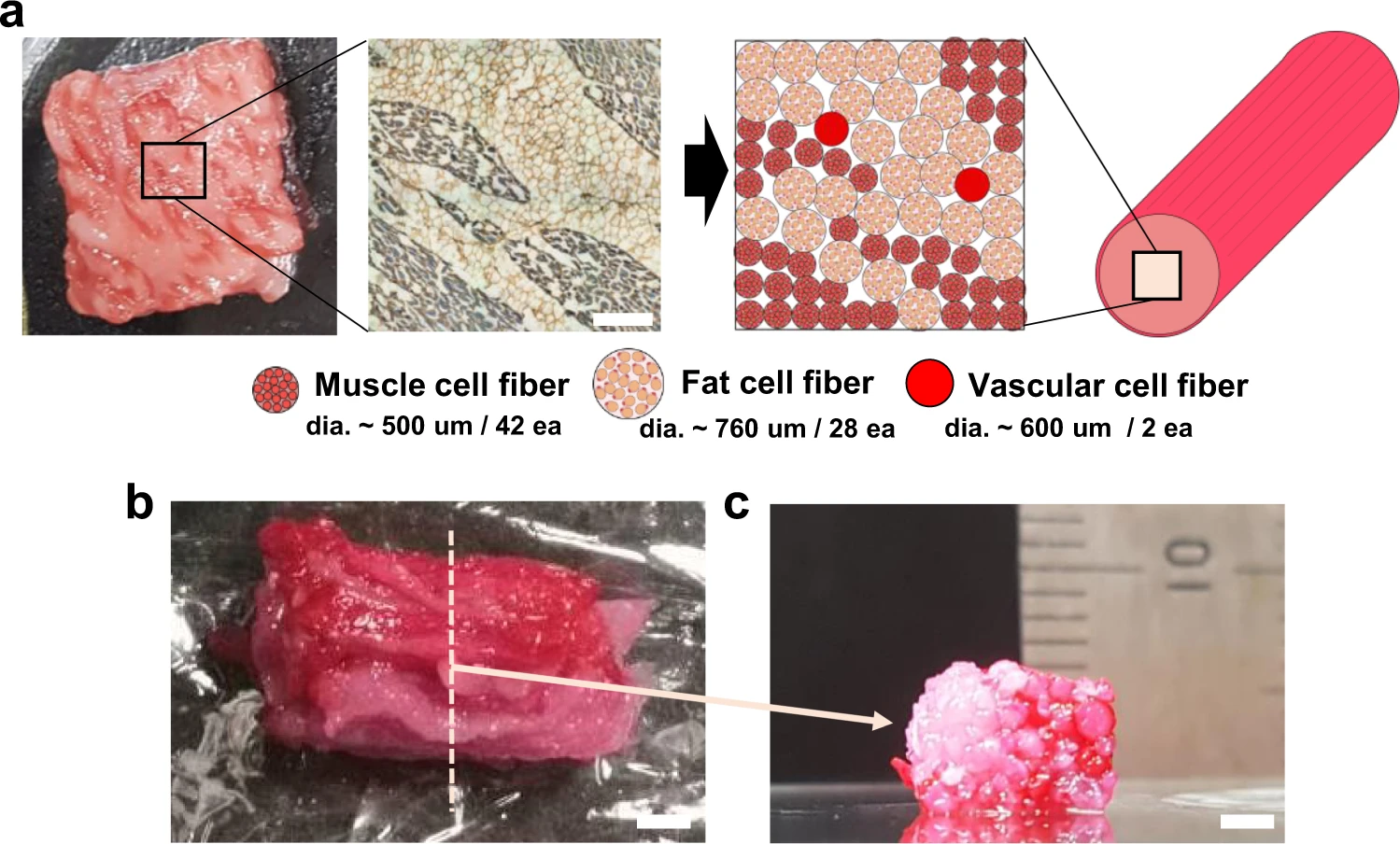
Una carne simile a una bistecca potrebbe mitigare i problemi di impatto ambientale della produzione di carne e del benessere degli animali.

La biostampa può essere utilizzata anche per la carne coltivata. Nel 2021 è stata prodotta una carne coltivata simile alla bistecca, composta da tre tipi di fibre cellulari bovine. La carne di manzo simile al wagyū ha una struttura simile alla carne originale. Questa tecnologia fornisce un'alternativa ai metodi naturali di raccolta della carne se l'industria del bestiame è afflitta da malattie. Inoltre, fornisce una possibile soluzione per ridurre l'impatto ambientale dell'industria del bestiame.
 Biorisanamento 
La biorisanamento utilizza microrganismi o, in tempi recenti, materiali di origine biologica, come enzimi, biocompositi, biopolimeri o nanoparticelle, per degradare biochimicamente i contaminanti in sostanze innocue, rendendolo un'alternativa ecologica ed economica; la biostampa 3D facilita la fabbricazione di strutture funzionali utilizzando questi materiali che migliorano i processi di biorisanamento, portando a un notevole interesse nell'applicazione di costrutti biostampati in 3D nel migliorare tale tecnologia.
Biofilm 
La biostampa di biofilm utilizza gli stessi metodi di altri tipi di biostampa. Spesso, il biofilm inizia con un'estrusione di un polisaccaride per fornire struttura per la crescita del biofilm stesso. Un esempio di uno di questi polisaccaridi è l'alginato. La struttura dell'alginato può avere microbi incorporati al suo interno. Gli idrogel possono anche essere utilizzati per aiutare nella formazione di biofilm funzionali.
 Utilizzi futuri 
La biostampa ha anche possibili utilizzi in futuro nell'assistenza al trattamento delle acque reflue e nel controllo della corrosione. Quando gli esseri umani entrano in contatto con biofilm ambientali, è possibile che si verifichino infezioni e rischi per la salute a lungo termine. La penetrazione e l'espansione degli antibiotici all'interno di un biofilm è un'area di ricerca che può trarre vantaggio dalle tecniche di biostampa, per esplorare ulteriormente l'effetto dei biofilm ambientali sulla salute umana. La stampa di biofilm richiede ulteriori ricerche a causa dei dati pubblicati limitati e dei protocolli complessi.